# 海口 (屏東縣)
海口，是台灣屏東縣車城鄉的一個傳統地域名稱，位於該鄉西北部。相較於今日行政區，其範圍大致為海口村西半部不含其東南端。
本地區境內主要聚落為海口、海口營。

## 歷史
台灣日治初期，海口地區為一街庄，稱為「海口庄」（舊制街庄），隸屬於興文里。該庄昔日北與楓港庄為鄰，東與蕃地為鄰，南邊為田中央庄，西邊臨台灣海峽。
1901年（日治明治三十四年）11月11日，全台廢縣廳改設二十廳，該庄隸屬於恆春廳。1904年（明治三十七年）5月1日，該庄編入「車城區」，隸屬於恆春廳。1909年（明治四十二年）10月25日，全台合併二十廳為十二廳，車城區改隸屬於阿緱廳。1920年（大正九年）10月1日，全台地方制度大改正，廢十二廳改設五州二廳，該庄改制為「海口」大字，隸屬於高雄州恆春郡車城庄（新制街庄）。
戰後車城庄改制為車城鄉，隸屬於高雄縣，大字亦改制為村。1950年（民國39年）10月1日，高、屏分治，車城鄉改隸屬於屏東縣。
相較於今日行政區，本地區的範圍大致為海口村西半部不含其東南端。

## 聚落
本地區發展較早的聚落為海口、海口營，在日治期初期的官方地圖上已有記載。

## 交通
省道台26線是楓港至達仁的幹道，路線呈U字形，目前並未全線通車，主要通車路段經過本地區的海口聚落。由該道路北行可前往枋山鄉，並止於楓港地區的省道台9線路口；南行可前往恆春鎮、滿州鄉，並止於港口地區的縣道200甲線路口。
鄉道屏151線是海口至竹城仔的道路，其北側端點（起點）位於本地區海口聚落的省道台26線路口。
鄉道屏152線是海口至車城的道路，其北側端點（起點）位於本地區海口聚落東北郊的省道台26線路口，由此向西轉西南會經過海口聚落。

## 產業
- 海口漁港